# Barbacoas (Lara)
Barbacoas es una población venezolana, ubicada en el municipio Morán del estado Lara en Venezuela.